# Ассоциация европейских производителей спортивных боеприпасов
AFEMS (Ассоциация европейских производителей спортивных боеприпасов) — некоммерческая организация, которая основывается на принципах содействия и диалога. Ассоциация организовывает форумы для компаний-членов, на которых происходит обмен информацией в сфере производства спортивных боеприпасов. Главной целью ассоциации является своевременная и нужная реакция на научные, технические и законодательные проблемы в сфере производства боеприпасов.

## Главная цель
Миссия AFEMS — защищать и развивать виды деятельности касающихся спортивных боеприпасов, спортивной стрельбы и защите окружающей среды. Главная цель AFEMS — это исследования проблем в сфере спортивного оружия и амуниции, производства их компонентов и материалов, со стороны безопасности, научной, технической, регуляторной и институциональной точки зрения, создание диалога между индустрией производства спортивной амуниции, участниками других секторов экономики, международными и европейскими организациями и ассоциациями.

## История
Ассоциация европейских производителей спортивных боеприпасов была создана в 1951 году, как результат конвенции IAC (Международная Конвенция Оружия), работа которой началась в 1898 году. Ассоциация европейских производителей спортивных боеприпасов — это все европейская организация, членами которой на сегодня являются 52 компании и 8 аффилированных участника из 23 Европейских Стран.

## Структура[7]
- Генеральная Ассамблея
- Президент Ассоциации
- Совет Директоров
- Генеральный Секретариат

## Комитеты AFEMS
- Стратегический
- Технический
- Юридический

## Содружества AFEMS
AFEMS является членом Европейского Стрелкового Форума (ESSF), европейской информационной платформы которая сотрудничает и принимает активное участие в развитии разных организаций в сфере оружия и производства спортивных боеприпасов, таких как производителей оружия, дистрибьюторов, охотничьих организаций, спортсменов, и финансовых организаций.
AFEMS также является членом Всемирного Форума по стрелковой деятельности (WFSA), международной организации объединяющих между собой 50 ассоциаций, экспертов и независимых не государственных лиц по всему миру.
В дополнение, AFEMS входит в число аффилированных членов CEFIC, Европейского Консилиума Химической промышленности, членами которой являются самые важные европейские компании химической промышленности.
С 2016 AFEMS приобрела статус некоммерческой организации и имеет специальный консультативный статус в вопросах экономического и Социального развития при ООН.

## Цели
Целями AFEMS выступают:
- сбор и обмен специфической информации с технических, индустриальных, инновационных и стандартизационных вопросов относительно спортивных боеприпасов и в прилегающих отраслях[8]
- формирование экспертных групп на европейском и международном уровне, для разработки планов решения проблем в отрасли своего влияния;
- сотрудничество с Европейскими Комиссиями для формирования единого информационного пространства и ведения статистики;
- разработка документов для Европейских Комиссий относительно проблем и решений в индустрии производства спортивной амуниции;
- мониторинг рабочей группы международной организации UNECE обеспечивающей безопасность и формирование стандартов транспортировки опасных международных грузов;
- работа с CEN (Европейский Комитетом по Стандартизации) и ISO (International Organization for Standardization) для регулирования и внедрения стандартов в сфере производства спортивных боеприпасов;
- установка и поддержка раббочих отношений с ведущими европейскими негосударственными организациями (NGO) для защиты и развития охоты и стрелкового спорта;
- устранение несоответствий индустриальных стандартов производства с требованиями по защите от загрязнения окружающей среды;
- содействие взаимному уважению, диалогу и достижению общих целей между охотниками, обществом стрелков, властями и обществом в целом, для улучшения качества жизни и максимизации экономических преимуществ.

## События
- 3 июля 2013, в городе Болонья, состоялась конференция под названием «Свинцовая амуниция: новые научные данные для устойчивых решений»[9].
- Международный симпозиум[10] прошел в Брюсселе 20 октября 2015 организованный Ассоциацией европейских производителей спортивных боеприпасов (AFEMS) и Мировой Форум Развития Спортивной Стрелковой Деятельности (WFSA). симпозиум был сфокусирован на устойчивом использовании свица[11] в патронах[12] и его влиянию на загрязнение окружающей среди и здоровье человека.[13]. Целью форума было информирование и ознакомление властей Европейских стран с фактами распространения производства патронов со свинцом, сбалансировать аргументы, сделанные численными организациями, и выделить несовершенства разных положений ограничительного законодательства[14].